# 2월 9일
2월 9일은 그레고리력으로 40번째(윤년일 경우도 40번째) 날에 해당한다.

## 사건
- 474년 - 제논이 자신의 아들 레오 2세와 함께 동로마 제국의 공동 황제로 즉위하다.
- 1621년 - 교황 그레고리오 15세, 제234대 로마 교황 취임.
- 1950년 - 미국의 조지프 매카시 상원의원이 국무부에 수백명의 공산주의자가 있다고 연설함으로써 매카시즘이 시작되었다.
- 1969년 - 보잉 747 여객기가 첫 시험비행(test flight)에 성공하다.
- 1995년
  - 김종필 전 민자당 대표가 신당 창당을 선언하였다.
  - 이스라엘군이 46년만에 요르단에서 완전 철수하였다.
  - 이스라엘-요르단 양국이 국경통과, 관광, 안보협정에 서명하였다.
  - SBS 연예 정보 프로그램 한밤의 TV연예가 방송을 시작하다.
- 2000년 - 미국 육군 제8군 용산기지에서 폼알데하이드 223리터를 한강에 무단 방류했다.
- 2001년 - 산골 소녀 영자 사건이 발생했다.
- 2006년
  - 서울중앙지법은 혈액관리를 엉망으로 해 수혈한 환자들이 간염에 걸리도록 한 혐의로 불구속기소된 전·현직 혈액원장 등 25명 가운데 19명에게 벌금형을 선고했다.
  - 보건복지부와 건강보험심사평가원은 감기와 인후염 등 급성상기도감염 환자에 대한 종합전문병원과 병·의원 등 전국 의료기관의 2005년 3분기 항생제 처방률을 공개했다.
  - 대한민국 축구팀이 미국에서 LA갤럭시와의 경기에서 3:0으로 이겼다.
- 2007년
  - 국제올림픽위원회(IOC) 위원인 박용성 전 두산그룹 회장과 김대중 전 대통령 측근인 박지원 전 청와대 비서실장, 권노갑 전 새천년민주당 고문, 김영삼 전 대통령 차남인 김현철 등 434명이 특별사면ㆍ복권되었다.
  - 서울신용산초등학교에서 화재가 일어났으나, 인명 피해는 다행히 없었다.
  - 경상북도 도청을 현 대구광역시에서 경상북도로 이전한다는 조례안이 우여곡절 끝에 경상북도의회를 통과했다. 경상북도청은 대구광역시와 경상북도가 분리된 이래 대구광역시에 위치해 있었다.
  - 미국 메이저 리그 야구에서 뛰고 있는 박찬호가 메츠와 1년간 옵션을 포함해 총 300만 달러에 계약하다.
- 2009년
  - 대한민국 서울중앙지방검찰청은 용산 참사와 관련하여, “경찰의 법적 책임은 없고, 농성자와 용역업체 직원 등 27명은 기소한다”는 중간 수사 결과를 발표했다. 야당과 시민단체는 검찰의 수사 결과에 반발했다.
  - 대한민국 화왕산에서 정월대보름 억새태우기 행사를 하던 도중 등산객 4명이 불에 타 숨지고 50여 명이 중경상을 입었다.
  - 성균관대학교 동아시아학술원과 한국고전번역원 번역대학원은 정조가 심환지에게 보낸 어찰첩을 발굴했다고 발표했다.
  - 이집트 카이로 북부 사카라에서 미라 30구가 발견됐다.
  - 중화인민공화국 베이징에 건축 중인 중국중앙방송(CCTV) 신사옥의 별관이 화재로 전소됐다.
  - 민주노총 지도부가 2008년 12월 일어난 모 간부의 성폭행 사건에 책임을 지고 총사퇴했다.
- 2010년 - 오후 6시 8분경(KST) 대한민국 경기도 시흥시 부근에서 규모 3.0의 지진이 발생하였다.
- 2011년 - 남북군사실무회담에서 남ㆍ북측이 서로 의견을 나누었으나 합의에 이르지 못하고 북측이 일방적으로 퇴장하면서 회담을 종료했다.
- 2012년
  - 박희태 대한민국 국회의장이 사퇴하다.
  - 그리스가 구제금융 협상을 타결시키다.
  - 2012년 베를린 영화제가 열리다.(~2월 19일)
- 2014년 - 스위스가 유럽연합으로의 이민을 엄격히 제한하는 이민금지법에 대한 국민투표를 50.34%의 찬성율로 통과시키다.
- 2018년 - 대한민국 강원도 평창군에서 2018년 동계 올림픽 개막식이 열리다.
- 2019년 - SBS 주말 특별기획 드라마가 24년 만에 종영되었다.
- 2020년 - 영화 《기생충》이 미국 아카데미상 사상 최초의 비영어작품 작품상 수상작이 되었다. 또한, 한국 영화사상 최초의 아카데미상 수상작이 되었다.

## 탄생
- 1619년 - 조선 17대 국왕 효종의 정비 인선왕후. (~1674년)
- 1773년 - 미국의 제9대 대통령 윌리엄 헨리 해리슨. (~1844년)
- 1836년 - 홍콩의 제11대 총독 윌리엄 로빈슨. (~1912년)
- 1846년 - 독일의 기술자 빌헬름 마이바흐. (~1929년)
- 1867년 - 일본의 문학가 나쓰메 소세키. (~1916년)
- 1881년 - 홍콩의 제20대 총독 제프리 노스코트. (~1948년)
- 1885년 - 오스트리아의 작곡가 알반 베르크. (~1935년)
- 1897년 - 호주의 비행사 찰스 킹스퍼드 스미스. (~1935년)
- 1902년 - 대한민국의 정치인 진헌식. (~1980년)
- 1909년 - 미국의 전 국무장관 딘 러스크. (~1994년)
- 1920년
  - 대한민국의 가수 고운봉. (~2001년)
  - 대한민국의 정치인 김중태. (~1990년)
- 1925년 - 미국의 신학자 존 캅. (~2024년)
- 1926년 - 대한민국의 관료 이한빈. (~2004년)
- 1928년 - 네덜란드의 축구 선수 리뉘스 미헐스. (~2005년)
- 1932년 - 일본의 야구 선수, 야구 감독 히로오카 다쓰로.
- 1934년 - 대한민국의 군인 강신구. (~2002년)
- 1936년
  - 대한민국의 축구 선수 박종환.
  - 독일의 추기경 게오르크 스테르진스키. (~2011년)
- 1940년 - 오스트레일리아의 작가 존 맥스웰 쿳시.
- 1942년 - 미국의 가수 캐럴 킹.
- 1943년 - 미국의 배우 조 페시.
- 1945년
  - 대한민국의 가수 겸 뮤지컬 배우 차중광. (~2020년)
  - 미국의 배우 미아 패로.
- 1946년 - 대한민국의 정치인 안상수.
- 1949년 - 대한민국의 교육자 진성규.
- 1954년 - 대한민국의 가수 최성원.
- 1958년 - 영국 스코틀랜드의 골프 선수 샌디 라일.
- 1959년 - 대한민국의 성우 이채진.
- 1962년
  - 대한민국의 배우 김홍파.
  - 대한민국의 정치인 이달희.
- 1964년 - 스페인의 전 축구 선수, 축구 감독 에르네스토 발베르데.
- 1965년 - 대한민국의 노동운동가, 정치인 한정애.
- 1966년 - 일본의 일러스트레이터, 애니메이션 제작자 우루시하라 사토시.
- 1968년 - 대한민국의 배우, 가수, 모델, 기업인, 유튜버 최완정.
- 1970년 - 대한민국의 가수 김준선.
- 1973년
  - 일본의 애니메이션 감독 신카이 마코토.
  - 일본의 전직 야구 선수 다니 요시토모.
- 1974년 - 대한민국의 뮤지컬 배우 김선영.
- 1975년 - 대한민국의 배우 주성민.
- 1976년
  - 대한민국의 가수, 배우, 방송인 홍경민.
  - 대한민국의 아나운서 임정섭.
- 1977년
  - 대한민국의 배드민턴 선수 장혜옥.
  - 대한민국의 가수 겸 작곡가 전호진. (트랜스픽션)
  - 대한민국의 영화 감독 이수진.
- 1979년
  - 중국의 배우 장쯔이.
  - 러시아의 피겨스케이팅 선수 이리나 슬루츠카야.
  - 일본의 게임음악작곡가 니시무라 요시타카.
- 1980년
  - 대한민국의 전 쇼트트랙 스피드 스케이팅 선수 김동성.
  - 대한민국의 야구 선수 이재우.
- 1981년
  - 대한민국의 영화감독 이지원.
  - 영국의 배우 톰 히들스턴.
  - 대한민국의 야구 선수 심수창.
  - 미국의 드러머 더 레브. (~2009년)
  - 일본의 가수 지넨 리나.
- 1982년
  - 대한민국의 전 야구 선수 성민국.
  - 대한민국의 성우 심규혁.
- 1983년
  - 대한민국의 이종격투기 선수 안상일.
  - 대한민국의 배우 김세인.
- 1984년
  - 중국의 가수 한경 (슈퍼주니어).
  - 대한민국의 배우 유다인.
  - 대한민국의 축구 선수 고정빈.
- 1985년
  - 대한민국의 야구 선수, 야구 해설위원 오재원.
  - 대한민국의 기상 캐스터 이현승.
  - 대한민국의 전직 스타그래프트 프로게이머 서지훈.
- 1986년
  - 대한민국의 배우 최진혁.
  - 루마니아의 축구 선수 치프리안 터터루샤누.
  - 덴마크의 축구 선수 스티나 뤼케 페테르센.
- 1987년
  - 대한민국의 래퍼 이센스 (슈프림 팀).
  - 미국의 배우 마이클 B. 조던.
  - 일본의 그라비아 아이돌 출신의 배우 토다 레이.
- 1988년 - 대한민국의 성우 권성혁.
- 1989년
  - 대한민국의 가수 문준영 (제국의아이들).
  - 조선민주주의인민공화국의 축구 선수 최금철.
  - 대한민국의 스턴트 배우 김성종.
  - 일본의 축구 선수 다카하시 슌타.
- 1990년
  - 대한민국의 프로게이머 신상호.
  - 러시아의 축구 선수 표도르 스몰로프.
- 1991년
  - 중화인민공화국의 유도 선수 청쉰자오.
  - 독일의 축구 선수 알무트 슐트.
  - 대한민국의 유튜버 장삐쭈.
- 1992년
  - 대한민국의 미스코리아, 배우, 방송인 임하늘.
  - 대한민국의 치어리더 이아영.
- 1993년
  - 대한민국의 트로트 가수 권민정.
  - 일본의 축구 선수 엔도 와타루.
  - 대한민국의 야구 선수 이민우.
  - 대한민국의 가수 현진.
  - 대한민국의 레슬링 선수 김민석.
  - 대한민국의 전 축구 선수 김창현.
- 1994년
  - 대한민국의 축구 선수 김성우.
  - 유튜브 채널 티키틱의 가수 겸 감독 이신혁.
- 1995년
  - 대한민국의 가수 쟈니 (NCT).
  - 대한민국의 배구 선수 고유민 (~2020년)
- 1996년
  - 미국의 배우 지미 베넷.
  - 대한민국의 가수 청하.
  - 오스트레일리아의 양궁 선수 앨릭 포츠.
- 1998년 - 대한민국의 가수 강버터.
- 1999년
  - 중화인민공화국의 탁구 선수 왕만위.
  - 일본의 아이돌 야마다 나나미. (AKB48)
  - 대한민국의 가수 산하.
- 2000년
  - 대한민국의 배우 박우림.
  - 대한민국의 리그 오브 레전드 프로게이머 말랑.
  - 중화인민공화국의 탁구 선수 왕만위.
- 2001년
  - 대한민국의 배우, 모델 김재원.
  - 대한민국의 가수 김유연.
- 2004년
  - 대한민국의 리그 오브 레전드 프로게이머 카우.
  - 대한민국의 가수 정원 (ENHYPEN).
- 2005년 - 대한민국의 바둑 기사 원제훈.

### 미상
- 대한민국의 아나운서 이승희.

## 사망
- 1199년 - 일본의 가마쿠라 막부 개창자 미나모토노 요리토모. (1147년~)
- 1877년 - 조선의 북학파 문신 박규수. (1807년~)
- 1881년 - 러시아의 소설가 표도르 도스토옙스키. (1821년~)
- 1957년 - 헝가리의 군인, 정치인 호르티 미클로시. (1868년~)
- 1963년 - 이라크의 정치인 압둘카림 카심. (1914년~)
- 1984년 - 소련의 정치인 유리 안드로포프. (1914년~)
- 1989년 - 일본의 만화가, 애니메이터 데즈카 오사무. (1928년~)
- 1996년 - 대한민국의 독립 운동가, 정치인 윤치영. (1898년~)
- 1999년 - 대한민국의 빈민운동가, 정치인 제정구. (1944년~)
- 2005년 - 대한민국의 배우, 가수 황해. (1920년~)
- 2006년 - 일본의 야구 선수, 야구평론가, 야구 감독 후지타 모토시. (1931년~)
- 2018년
  - 아일랜드의 축구 선수 리엄 밀러. (1981년~)
  - 아이슬란드의 작곡가 요한 요한손. (1969년~)
  - 미국의 배우 레지 E. 캐시. (1958년~)
- 2019년
  - 프랑스의 작가, 일러스트레이터 토미 웅거러. (1931년~)
  - 미국의 영화배우 카멘 아젠지아노. (1943년~)
- 2020년
  - 이탈리아의 소프라노 가수 미렐라 프레니. (1935년~)
  - 중화인민공화국의 공무원 쑤징허. (1918년~)
- 2021년 - 미국의 재즈 키보디스트, 연주자, 작곡가 칙 코리아. (1941년~)
- 2022년
  - 미국의 야구 선수 제러미 지암비. (1974년~)
  - 잉글랜드의 색소폰연주자, 음악가 이언 맥도널드. (1946년~)
- 2023년
  - 스페인의 축구 선수 마르코스 알론소 페냐. (1959년~)
  - 조선민주주의인민공화국의 정치인, 군인 오극렬. (1930년~)
- 2024년 - 프랑스의 변호사, 정치인 로베르 바댕테르. (1928년~)
- 2025년 - 미국의 영화배우 마라 코데이. (1930년~)

## 기념일
- 성 마론의 날: 레바논

## 같이 보기
- 전날: 2월 8일 다음날: 2월 10일 - 전달: 1월 9일 다음달: 3월 9일
- 음력: 2월 9일
- 모두 보기